# محوطه کلک قلعه تسه
محوطه کلک قلعه تسه مربوط به دوره هخامنشی - دوره اشکانیان است و در شهرستان دره‌شهر، بخش مرکزی، دهستان زرین دشت، ۲۵۰ متری شمال شرق روستای قلعه تسمه واقع شده و این اثر در تاریخ ۳۰ بهمن ۱۳۸۶ با شمارهٔ ثبت ۲۱۰۱۵ به‌عنوان یکی از آثار ملی ایران به ثبت رسیده است.